# Lista de deputados estaduais do Paraná da 11.ª legislatura
Essa é uma lista de deputados estaduais do Paraná eleitos para o período 1987-1991.

## Composição das bancadas
| Partido | Líder                    | Bancada | Posição  |
| ------- | ------------------------ | ------- | -------- |
| PMDB    | Rubens Bueno             | 37 / 54 | Governo  |
| PFL     | João Batista de Arruda   | 8 / 54  | Oposição |
| PDT     | Antonio Belinati         | 5 / 54  | Oposição |
| PTB     | Erondy Silvério          | 2 / 54  | Oposição |
| PDS     | Luiz Alberto de Oliveira | 1 / 54  | Oposição |
| PT      | Pedro Irno Tonelli       | 1 / 54  | Oposição |

## Deputados estaduais
| Deputados estaduais eleitos       | Partido | Votação | Cidade onde nasceu       | Unidade federativa |
| Luiz Carlos Alborghetti           | PMDB    | 90.342  | Andradina                | São Paulo          |
| Rubens Bueno                      | PMDB    | 64.143  | Sertanópolis             | Paraná             |
| Hermas Brandão                    | PMDB    | 62.536  | Campinas                 | São Paulo          |
| Pirajá Ferreira                   | PMDB    | 52.811  | Campo Largo              | Paraná             |
| Djalma de Almeida César           | PMDB    | 52.115  | Piracicaba               | São Paulo          |
| José Tadeu Lúcio Machado          | PMDB    | 45.989  | Jacarezinho              | Paraná             |
| Aníbal Khury                      | PMDB    | 43.316  | Porto União              | Santa Catarina     |
| Antônio Anibelli                  | PMDB    | 41.570  | Clevelândia              | Paraná             |
| Artagão de Mattos Leão            | PMDB    | 41.380  | Ponta Grossa             | Paraná             |
| Mário Pereira                     | PMDB    | 38.306  | Itajaí                   | Santa Catarina     |
| Orlando Pessuti                   | PMDB    | 37.723  | Califórnia               | Paraná             |
| Irondi Mantovani Pugliesi         | PMDB    | 37.304  | Apucarana                | Paraná             |
| Nelson Guimarães Vasconcellos     | PMDB    | 37.239  | Umuarama                 | Paraná             |
| Edmar Luiz Costa                  | PMDB    | 36.483  | Curitiba                 | Paraná             |
| Luiz Alberto de Oliveira          | PDS     | 35.720  | Clevelândia              | Paraná             |
| José Domingos Scarpelini          | PMDB    | 35.425  | Apucarana                | Paraná             |
| Quielse Crisóstomo da Silva       | PMDB    | 33.359  | Bocaiúva do Sul          | Paraná             |
| José Afonso Júnior                | PMDB    | 33.237  | Santo Antônio da Platina | Paraná             |
| Algaci Tulio                      | PDT     | 32.874  | Rio Branco do Sul        | Paraná             |
| Dirceu Silveira Manfrinato        | PMDB    | 31.017  | Bauru                    | São Paulo          |
| José Severino Silva Felinto       | PMDB    | 29.351  | Curitiba                 | Paraná             |
| Arleir Tilfrid Ferrari Junior     | PMDB    | 28.495  | Curitiba                 | Paraná             |
| Raul Victor Lopes                 | PMDB    | 28.127  | Pinhão                   | Paraná             |
| Homero Morinobu Oguido            | PMDB    | 28.111  | Londrina                 | Paraná             |
| Nilton Roberto Barbosa            | PMDB    | 27.698  | Cruzeiro do Oeste        | Paraná             |
| Luiz Carlos Caíto Quintana        | PMDB    | 26.287  | Santo Augusto            | Rio Grande do Sul  |
| Eduardo Ferreira Baggio           | PMDB    | 26.048  | Colombo                  | Paraná             |
| Lindolfo Luiz Silva Júnior        | PFL     | 25.790  | Maringá                  | Paraná             |
| Haroldo Rodrigues Ferreira        | PMDB    | 23.626  | Campo Grande             | Mato Grosso do Sul |
| Amélia Hruschka                   | PMDB    | 22.925  | Lins                     | São Paulo          |
| Erondy Silvério                   | PTB     | 22.866  | Guarapuava               | Paraná             |
| Cândido Pacheco Bastos            | PMDB    | 22.243  | Guarapuava               | Paraná             |
| Acyr Mezzadri                     | PMDB    | 21.654  | Lapa                     | Paraná             |
| Vera Antônia Witchemichen Agibert | PMDB    | 21.546  | Rio Negro                | Paraná             |
| Antônio Paula de Souza da Bárbara | PMDB    | 21.117  | Leiria                   | Portugal           |
| José Rogério Carvalho             | PMDB    | 20.881  | Jaguariaíva              | Paraná             |
| Alexandre Ceranto                 | PFL     | 20.355  | Botucatu                 | São Paulo          |
| Antônio Costenaro Neto            | PFL     | 20.155  | Sertanópolis             | Paraná             |
| Nestor Baptista                   | PMDB    | 20.103  | Ponta Grossa             | Paraná             |
| Nereu Carlos Massignan            | PMDB    | 19.895  | Herval d'Oeste           | Santa Catarina     |
| Gernote Gilberto Kirinus          | PMDB    | 19.683  | Carazinho                | Rio Grande do Sul  |
| Lauro João Lobo Alcântara         | PMDB    | 19.561  | Apucarana                | Paraná             |
| Antonio Belinati                  | PDT     | 19.344  | Campo Grande             | Mato Grosso do Sul |
| João Batista de Arruda            | PFL     | 18.940  | Presidente Prudente      | São Paulo          |
| Paulo Cesar Fiates Furiatti       | PMDB    | 19.885  | Lapa                     | Paraná             |
| Basilio Zanusso                   | PFL     | 18.852  | José Bonifácio           | São Paulo          |
| Werner Wanderer                   | PFL     | 18.840  | Concórdia                | Santa Catarina     |
| Ezequias Losso                    | PFL     | 18.241  | Marialva                 | Paraná             |
| Luiz Antonio Penteado Setti       | PTB     | 18.042  | São Paulo                | São Paulo          |
| David Nataniel Cheriegate         | PFL     | 17.093  | Curitiba                 | Paraná             |
| Pedro Irno Tonelli                | PT      | 15.661  | Encantado                | Rio Grande do Sul  |
| Valderi Mendes Vilela             | PDT     | 12.870  | Curitiba                 | Paraná             |
| José Alves dos Santos             | PDT     | 12.850  | São Paulo                | São Paulo          |
| Rafael Greca                      | PDT     | 12.036  | Curitiba                 | Paraná             |